# Acht (Film)
Acht ist ein österreichischer Fernsehfilm aus der Landkrimi-Filmreihe aus dem Jahr 2025 von Marie Kreutzer mit Regina Fritsch und Thomas Prenn als Ermittler-Duo. Nach Die Frau mit einem Schuh (2014), Vier (2021) und Der Schutzengel (2022) ist dies der vierte Landkrimi aus Niederösterreich. Der Film ist eine Fortsetzung von Vier.

## Handlung
Im niederösterreichischen Langenlois wird Radiologe Dr. Harald Wolf vor seinem Haus durch einen Schuss in die Brust getötet. Das Opfer war mit Sandra Wolf verheiratet und Vater von Heinrich Wolf. Marion Geyer vom Landeskriminalamt Niederösterreich übernimmt gemeinsam mit dem örtlich zuständigen Polizisten Patrick Brandl die Ermittlungen. 
Die Tatwaffe war eine historische Pistole aus der Waffensammlung des Opfers und wurde einige Monate zuvor gestohlen. Der Vater des Opfers betrachtete seinen Sohn als Weichling. Während der COVID-19-Pandemie in Österreich hatte Dr. Wolf möglicherweise gefälschte Impfzertifikate ausgestellt. In Internetvideos präsentierte er sich als frei denkender Systemkritiker. Auf dem Oberarm des Toten findet sich eine Acht tätowiert.

## Produktion
Die Dreharbeiten fanden ab dem 22. Februar 2024  in Niederösterreich und Wien statt. Drehorte waren unter anderem Langenlois und Tulbing.
Produziert wurde der Film von der Film AG Produktions GmbH, als Produzenten fungierten Alexander Glehr und Johanna Scherz. Beteiligt waren der Österreichische Rundfunk und das ZDF. Unterstützt wurde die Produktion von FISA+, Film in Austria, dem Fernsehfonds Austria und dem Land Niederösterreich.
Die Kamera führte Leena Koppe, die Montage verantwortete Ulrike Kofler, die Musik schrieb Mira Lu Kovacs. Für das Kostümbild zeichnete Monika Buttinger verantwortlich, für das Szenenbild Martin Reiter, für Ton und Sound-Design Claus Benischke-Lang und Veronika Hlawatsch, für das Maskenbild Martha Ruess und Helene Lang und für das Casting Rita Waszilovics.
Für Regisseurin und Drehbuchautorin Marie Kreutzer war dies nach Vier der zweite ORF-Landkrimi.

## Veröffentlichung
Premiere war am 28. März 2025 am Filmfestival Diagonale in Graz.